# Pardomuan (Arse)
Pardomuan is een bestuurslaag in het regentschap Tapanuli Selatan van de provincie Noord-Sumatra, Indonesië. Pardomuan telt 459 inwoners (volkstelling 2010).